# Mesonychium
Mesonychium Lepeletier & Serville, 1825 — род пчёл, из трибы Ericrocidini семейства Apidae. Собирательные волоски образуют так называемую корзинку. 

## Распространение
Неотропика: Аргентина (Mendoza, Neuquén, Tucumán); Бразилия (Amapá, Ceará, Minas Gerais, Pará, Rio de Janeiro, São Paulo); Венесуэла, (Antofagasta, Cautín, Concepción, Elqui, Santiago, Valparaíso); Перу (Apurímac, Cuzco, Tacna), Чили, Эквадор.

## Классификация
Известно около 10 видов. 
- Mesonychium andinum (Friese, 1925)
- Mesonychium asteria (Smith, 1854)
- Mesonychium coerulescens Lepeletier & Audinet-Serville, 1825 typus
- Mesonychium garleppi (Schrottky, 1910)
- Mesonychium jenseni (Friese, 1906)
- Mesonychium littoreum Moure, 1944
- Mesonychium violaceum (Friese, 1900)